# کانگوروی خاکستری شرقی
کانگوروی خاکستری شرقی (نام علمی: Macropus giganteus) گونه‌ای کانگورو از سرده درازپاهای تیره درازپایان است که در تعداد میلیونی در مناطق شرقی و جنوبی استرالیا یافت می‌شود.

## توصیف ظاهری

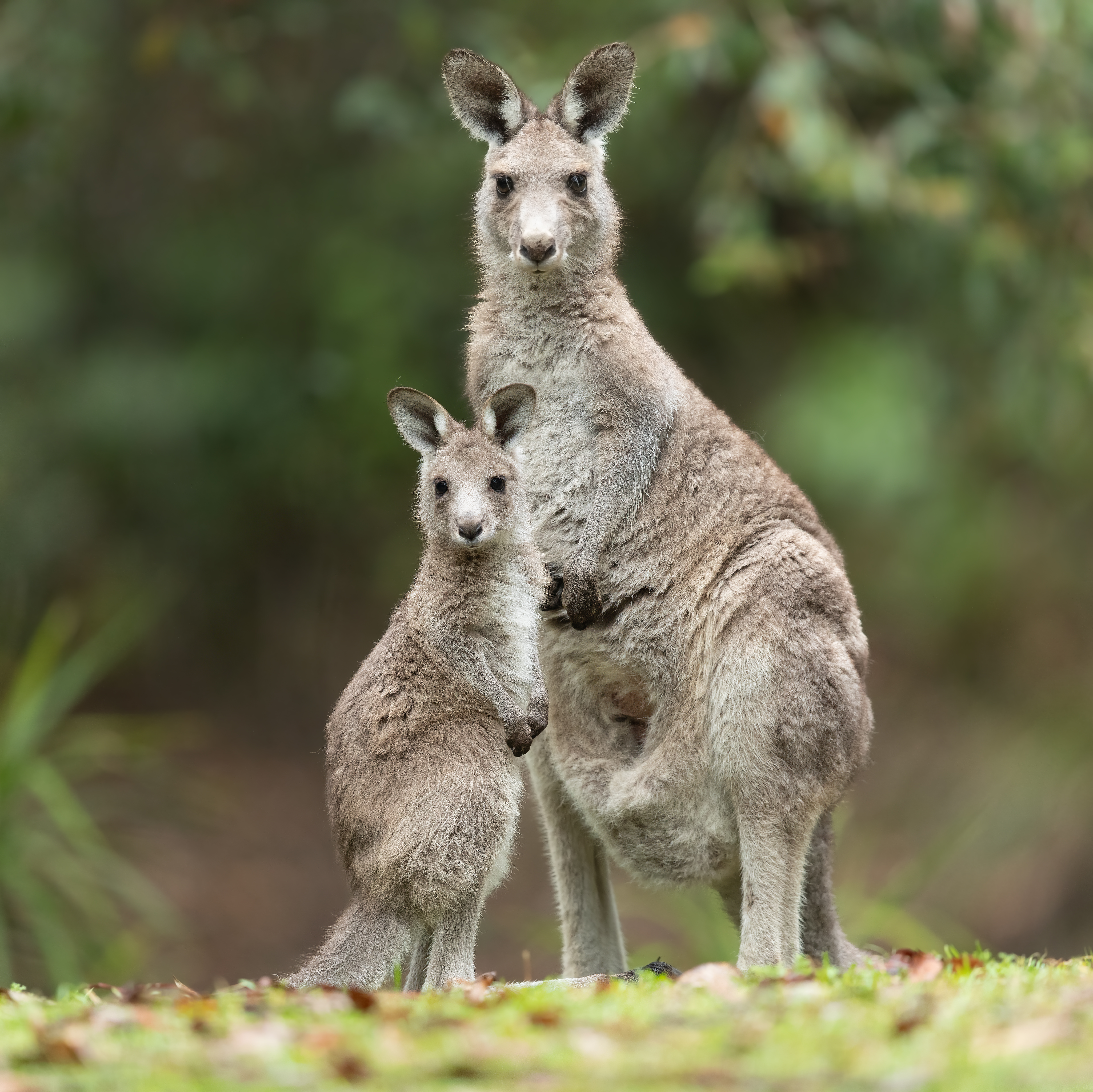
کانگورو خاکستری شرقی مادر و بچه اش، برانکرویل، نیو ساوت ولز، استرالیا

کانگوروی خاکستری شرقی از جمله کانگوروهای بزرگ‌جثه به شمار می‌رود و وزن نرها میان ۶۶–۲۰ کیلوگرم است. نرها از ماده‌ها بزرگ‌جثه‌تر و قوی تر هستند و وزن ماده‌ها به بیشینه ۳۲ کیلوگرم می‌رسد. رنگ پوست متفاوت است ولی اغلب خاکستری قهوه‌ای در روی بدن و خاکستری روشن در زیر است. دم کلفت و بلند آن‌ها در نزدیکی انتهای خود تاریک‌تر می‌شود.